# Андо Мікі
Мі́кі Áндо (яп. 安藤美姫, あんどう みき; нар. 18 грудня 1987, Айті, Японія) — японська фігуристка, що виступала у жіночому одиночному катанні. Чемпіонка світу (2007, 2011), бронзова призерка Чемпіонату світу (2009), чемпіонка Чотирьох континентів (2011), бронзова призерка Чемпіонату чотирьох континентів (2008), срібна призерка Фіналу Гран-Прі (2009—2010), чемпіонка світу серед юніорів (2004), срібна (2003) та бронзова (2002) призерка Чемпіонату світу серед юніорів, триразова (2003, 2004, 2010) чемпіонка Японії.
Мікі Андо є першою у світі фігуристкою, яка виконала на офіційних змаганнях четверний стрибок. Уперше вона виконала четверний сальхов на Фіналі Гран-прі серед юніорів у 2002 році.

## Біографія
Народилася 18 грудня 1987 року в Нагої, префектура Айті.  Її батько загинув у дорожньо-транспортній пригоді, коли їй було вісім років. У 2006 році Андо вступила до Університету Чукіо, який закінчила у березні 2011 року. Вона вивчила англійську під час навчання в США.
У квітні 2013 року народила доньку Гімаварі («соняшник» японською мовою). У 2014 році оголосила про стосунки з іспанським фігуристом Хав'єром Фернандесом.

## Спортивна кар'єра

### Початок
Мікі Андо почала займатися фігурним катанням у 1996 році у віці восьми років. Її першою тренеркою була Ріна Горі. Тренерка Юко Монна, ученицями якої на той час були Мао Асада та Май Асада, незабаром почала тренувати Андо. Починаючи з сезону 2000—2001, Мікі тренував Нобуо Сато, і в її програмі вже був каскад потрійний лутц—потрійний рітбергер.

#### Сезон 2001—2002
Дебютувавши на міжнародному рівні серед юніорів, Андо виграла обидва етапи юніорського Гран-прі у сезоні 2001—2002 і пройшла кваліфікацію до Фіналу Гран-прі, де також здобула золото. На національному рівні вона стала чемпіонкою Японії серед юніорів і бронзовою призеркою серед дорослих. Вона завершила свій сезон бронзою на Чемпіонаті світу серед юніорів 2002 року.

#### Сезон 2002—2003
Андо виграла обидва етапи Гран-прі сезону 2002—2003. У Фіналі Гран-прі вона стала першою фігуристкою, яка здійснила четверний стрибок будь-якого виду на змаганнях, виконавши четверний сальхов і вигравши бронзову медаль. Мікі Андо залишалася єдиною жінкою, яка виконала будь-який четверний стрибок, до січня 2018 року, коли юніорка Олександра Трусова виконала той самий стрибок на змаганнях. У тому ж сезоні Мікі знову стала чемпіонкою Японії серед юніорів та виграла срібло на Чемпіонаті світу серед юніорів.

#### Сезон 2003—2004

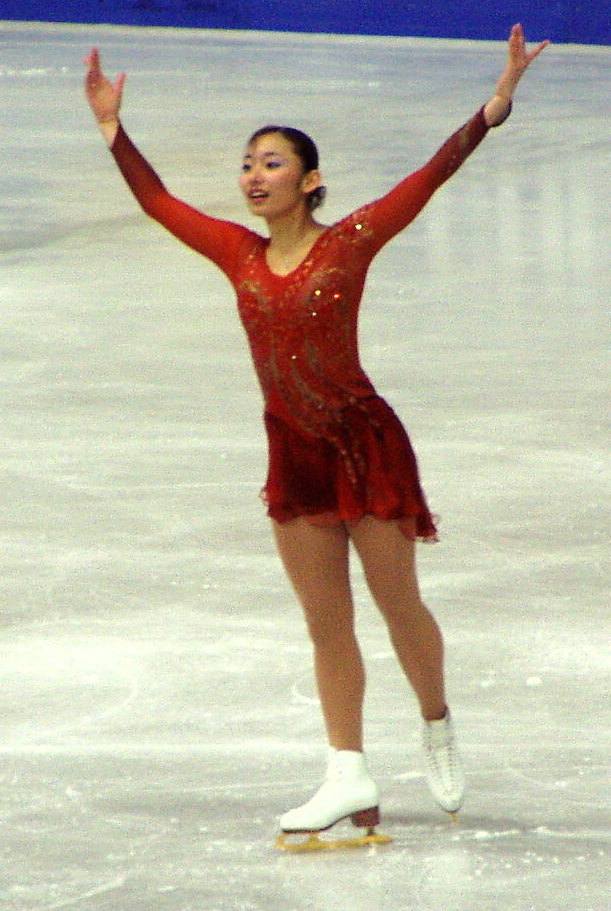
Андо на Чемпіонаті світу 2004

У сезоні 2003—2004 Андо виграла усі свої юніорські змагання, включаючи Фінал Гран-прі серед юніорів, її третій поспіль Чемпіонат Японії серед юніорів і Чемпіонат світу серед юніорів. Вона також виграла Чемпіонат Японії серед дорослих і посіла четверте місце на своєму першому Чемпіонаті світу серед дорослих.

#### Сезон 2004—2005
У сезоні 2004—2005 Андо вийшла на рівень дорослих фігуристок. Вона виграла дві медалі в серії Гран-прі та кваліфікувалася до Фіналу Гран-прі, де посіла четверте місце. Вона виграла свій другий національний титул серед дорослих і посіла шосте місце на Чемпіонаті світу 2005 року.

#### Сезон 2005—2006
Андо переїхала до США, щоб тренуватися з Керол Гайс Дженкінс у рамках підготовки до сезону 2005—2006, який включав Зимові Олімпійські ігри 2006 року в Турині. Сезон розпочався вдало, вона виграла срібну медаль на Cup of Russia 2005, але фінішувала четвертою на NHK Trophy 2005 і з мінімальним відривом пройшла кваліфікацію до Фіналу Гран-Прі, де посіла четверте місце. На Чемпіонаті Японії вона стала шостою.
Андо була включена до японської олімпійської збірної. На Олімпійських іграх вона посіла 15-те місце, тричі впавши у своїй довільній програмі, один раз під час спроби четверного стрибка. Наступного місяця Мікі не потрапила до складу команди на Чемпіонат світу.

#### Сезон 2006—2007
У сезоні 2006—2007 Андо знову змінила тренера. Тренуючись зі своїм новим тренером, Миколою Морозовим, вона виграла золото на Skate America 2006 і срібло на Trophée Eric Bompard 2006. Вона пройшла кваліфікацію до Фіналу Гран-прі, де посіла п'яте місце. Пізніше стало відомо, що Андо разом з рештою японської команди змагалася в Санкт-Петербурзі, коли хворіла на шлунковий грип.
На Чемпіонаті Японії Андо вивихнула плече під час обертання у своїй довільній програмі, але посіла друге місце в загальному заліку після Мао Асади.
На Чемпіонаті світу 2007 року Андо посіла друге місце як у короткій програмі, так і у довільній, набравши загальну суму 195,09 балів і виграла Чемпіонат світу. Андо встановила нові особисті рекорди як у короткій програмі, так і у довільній, а також новий особистий рекорд у загальних результатах. Вона була названа однією з «Жінок року 2007» за версією Vogue Japan, і отримала шість інших нагород, включаючи «Найціннішу згадку» від Олімпійського комітету Японії.

#### Сезон 2007—2008
Сезон 2007—2008 фігуристка розпочала зі срібної медалі на Skate America 2007, але посіла четверте місце на NHK Trophy 2007, де вона тричі впала у своїй довільній програмі. Вона не пройшла кваліфікацію до Фіналу Гран-прі. На Чемпіонаті Японії Андо виграла довільну програму і посіла друге місце в загальному заліку, поступившись Мао Асаді.
У лютому наступного року Андо вперше брала участь у Чемпіонаті чотирьох континентів, де вона спробувала виконати четверний сальхов, але зробила його подвійним. Вона здобула бронзову медаль. На Чемпіонаті світу Андо була восьмою після короткої програми та була змушена знятися з довільної програми через розтягнення м'язів ноги, від чого вона страждала з ранку.

#### Сезон 2008—2009
|                                   |  |
| Андо виступає на Чемпіонаті світу |  |

На етапі Гран-прі Skate America Андо посіла третє місце після Йон А Кім і Юкарі Накано та друге місце після Кім на Cup of China. На Фіналі Гран-прі Андо посіла останнє місце.
На Чемпіонаті Японії вона посіла третє місце після короткої програми. Під час розминки перед довільною програмою фігуристка зіткнулася з Фуміє Суґурі та пошкодила коліно. Вона посіла третє місце. Перед Чемпіонатом світу японська федерація ковзанярського спорту хотіла, щоб Мікі покинула тренера Миколу Морозова. На Чемпіонаті світу вона виграла бронзову медаль із сумою 190,38 балів після четвертого місця в короткій програмі та другого у довільній.
Андо представляла Японію в Командному Чемпіонаті світу в Токіо, Японія, де вона посіла третє місце в короткій програмі, шосте місце в довільній та п'яте місце в загальному заліку. Збірна Японії посіла третє місце, завоювавши бронзову медаль.

#### Сезон 2009—2010
Андо змагалася на Rostelecom Cup, де посіла третє місце в короткій програмі та виграла довільну, ставши в результаті першою. На NHK Trophy вона посіла друге місце в обох сегментах змагання і перше в загальному заліку. Дві перемоги кваліфікували Андо до Фіналу Гран-прі.
На Фіналі Гран-прі у Токіо Андо посіла перше місце в короткій програмі, випередивши на 0,56 бала Йон А Кім, яка посіла друге місце, і друге місце у довільній програмі. Вона отримала срібну медаль, поступившись Кім, але випередила бронзову призерку Акіко Сузукі. Завдяки цьому результату вона отримала місце в олімпійській збірній Японії, незважаючи на четверте місце на Чемпіонаті Японії.
У лютому 2010 року Мікі брала участь у Зимових Олімпійських іграх 2010 року у Ванкувері, Канада. У короткій програмі вона виконала комбінацію потрійний лутц—потрійний рітбергер, отримала 3 і 4 рівні на обертаннях. Посівши четверте місце в короткій програмі та шосте у довільній, вона фінішувала п'ятою у загальному заліку. Хоча спочатку фігуристка мала намір пропустити сезон 2010—2011, після Олімпіади Мікі передумала.
На Чемпіонаті світу 2010 року вона фінішувала четвертою в загальному заліку після того, як посіла одинадцяте місце в короткій програмі і третє у довільній.

#### Сезон 2010—2011
|                                                  |  |
| Андо виступає на Чемпіонаті чотирьох континентів |  |

Андо була призначена на етапи Гран-прі Cup of China та Rostelecom Cup. У серпні, незадовго до початку сезону, вона змінила тренувальну базу, перебуваючи за кордоном, з Гакенсака, Нью-Джерсі, США, на Даугавпілс, Латвія. Спочатку говорилося, що вона мала намір переїхати до Росії, але цей план довелося змінити через смог і спеку в Москві.
На Cup of China Андо посіла третє місце в короткій програмі. Вона виграла довільну програму і стала першою в загальному заліку, випередивши срібну призерку Акіко Сузукі та бронзову призерку Альону Леонову.
Андо змагалася з травмою спини на Rostelecom Cup після зіткнення з Абзалом Ракімгалієвим з Казахстану на початку тижня на тренуванні. Неповний потрійний фліп у короткій програмі зробив її п'ятою у цьому сегменті, але вона посіла перше місце у довільній програмі, вигравши золоту медаль, випередивши срібну призерку Акіко Сузукі та бронзову призерку Ешлі Вагнер.
З двома золотими медалями на етапах Гран-прі, Андо кваліфікувалася до Фіналу Гран-прі в Пекіні, де вона виконала свою оновлену коротку програму, яка була завершена лише тиждень тому. Помилки на двох стрибках зробили її п'ятою за підсумками короткої програми. У довільній програмі вона посіла перше місце, але цього не вистачило, щоб компенсувати відставання в короткій програмі, і в загальному заліку вона залишилася п'ятою.
26 грудня Андо втретє стала чемпіонкою Японії, перемігши срібну призерку Мао Асаду та бронзову призерку Канако Муракамі, і ці троє були номіновані до складу японської команди на Чемпіонат світу, який на той час мав відбутися в Токіо у березні 2011 року. На Чемпіонаті чотирьох континентів у лютому, Андо посіла перше місце як у короткій програмі, так і у довільній, і у загальному заліку стала першою. Її загальний результат 201,34 бала став рекордом сезону та її особистим рекордом.
Андо виграла золоту медаль на Чемпіонаті світу в Москві, Росія, обійшовши срібну призерку Йон А Кім на 1,29 бала та бронзову призерку Кароліну Костнер на 11,11 балів.

#### Сезон 2011—2012
У червні повідомлялося, що Андо пропустить етапи Гран-прі. Пізніше вона вирішила не брати участь у змаганнях увесь сезон, і з'явилася лише один раз як запрошена фігуристка на показових виступах Командного Чемпіонату світу. Натомість, фігуристка брала участь у численних шоу по всьому світу, серед яких був запланований благодійний захід для жертв землетрусу та цунамі 11 березня 2011 року під назвою «Reborn Garden», хореографинею і співпродюсеркою якого була сама Андо.

#### Сезон 2012—2013
Андо була призначена на Cup of China 2012 і Trophée Eric Bompard 2012. У травні Андо сказала, що не впевнена, чи готова вона повернутися до змагань. У жовтні вона знялася з обох етапів Гран-прі, оскільки не змогла знайти постійного тренера. Наприкінці того ж місяця Андо дізналася, що вагітна. У квітні 2013 року вона народила доньку Гімаварі і за місяць відновила тренування.

#### Сезон 2013—2014
За два роки поза змаганнями та за п'ять місяців після пологів Андо з'явилася на Nebelhorn Trophy 2013 і виграла срібну медаль. Після свого сьомого місця на Чемпіонаті Японії 2014 Андо оголосила про завершення спортивної кар'єри і сказала, що має намір розпочати кар'єру тренерки.

### Після завершення кар'єри
Андо працювала на японському телебаченні та почала працювати тренеркою. Вона також була учасницею основного складу щорічного гастрольного льодового шоу «Fantasy on Ice», беручи участь у всіх подіях з 2010 по 2019 рік. У 2013 році вона виступила у співавторстві зі співачкою Ай на пісню «To mama» після народження дочки.

## Програми

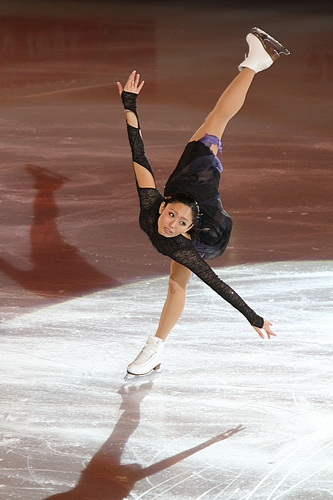
Андо виконується «ластівку» під час показового виступу на Чемпіонаті світу 2010

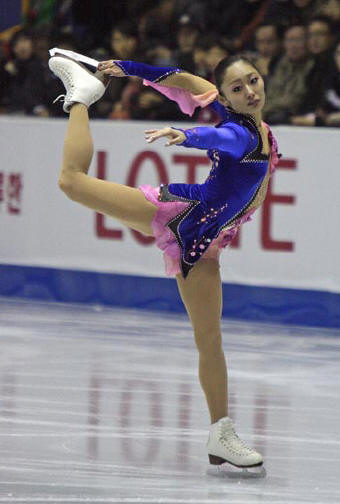
Андо виступає на Фіналі Гран-прі у 2008 році

### Після 2014
| Сезон     | Довільна програма. Pro-am                | Показові номери |
| --------- | ---------------------------------------- | --------------- |
| 2015—2016 | - Балада №4, 52-га опера. Фредерік Шопен |                 |
| 2014—2015 | - Балада №4, 52-га опера. Фредерік Шопен |                 |

### До 2014
| Сезон     | Коротка програма                                                                                  | Довільна програма | Показові номери |
| --------- | ------------------------------------------------------------------------------------------------- | --- | --- |
| 2013—2014 | - «My Way». Френк Сінатра                                                                         | - «Жар-птиця». Ігор Федорович | - «Amazing Grace» - «Болеро». Моріс Равель |
| 2012—2013 | Не брала участі у змаганнях.                                                                      | Не брала участі у змаганнях. | Не брала участі у змаганнях. |
| 2011—2012 | Не брала участі у змаганнях.                                                                      | Не брала участі у змаганнях. | - «I am a Thousand Winds» Гейлі Вестенра. Хореограф-постановник Микола Морозов - «Чорний лебідь» Клінт Манселл. Хореограф-постановник Микола Морозов - «You Must Love Me». Хореограф-постановник Кенджі Міямото - «I (Who Have Nothing)» Гледіс Найт. Хореограф-постановник Кенджі Міямото - «Foolin'» Діонн Бромфілд. Хореограф-постановник Кенджі Міямото - «Fragile» Стінг. Хореографи-постановники Міхо Тсурутані, Мікі Андо - «Over the Rainbow». Хореографи-постановники Міхо Тсурутані, Мікі Андо - «O Mio Babbino Caro» Джакомо Пуччіні. Хореограф-постановник Стефан Ламб'єль - «Méditation (Thaïs)» Жуль Массне. Хореографиня-постановниця Норіко Сато |
| 2010—2011 | - «Gabriel's Oboe» - «The Falls» - «Broken Sorrow» - «Egyptian in the Night». Nuttin' But Stringz | - Концерт для фортепіано з оркестром. Едвард Гріг                                                                                          | - «Comin' Home Baby». Майкл Бубле - «Why do People fall in Love». Лінда Едер - Аранхуеський концерт - «Реквієм» Вольфганг Амадей Моцарт |
| 2009—2010 | - «Реквієм». Вольфганг Амадей Моцарт                                                              | - «Клеопатра» - «Marco Polo». Лоріна МакКенніт - «Marco Polo». Енніо Морріконе - «Rome». Джефф Біл - «Астерікс і Обелікс: Місія Клеопатра» | - «Bring in 'da Noise, Bring in 'da Funk» - «Реквієм». Вольфганг Амадей Моцарт - «Queen of the Night» - «Ac-Cent-Tchu-Ate the Positive». Арета Франклін |
| 2008—2009 | - «Chairman's Waltz». Джон Вільямс                                                                | - Симфонія №3, 78-ма опера. Каміль Сен-Санс - «Giselle». Адольф Шарль Адам                                                                 | - «Болеро». Моріс Равель - «I Believe». Айяка |
| 2007—2008 | - «Шехеразада». Микола Римський-Корсаков - «Самсон та Даліла». Каміль Сен-Санс                    | - «Кармен». Жорж Бізе | - «La Bohème». Джакомо Пуччіні - «Hurt». Крістіна Агілера - «Handcuffs». Клавдетте Ортіц |
| 2006—2007 | - «Шехеразада». Микола Римський-Корсаков                                                          | - Концерт для скрипки з оркестром. Фелікс Мендельсон                                                                                       | - «I Believe». Айяка - «Mikazuki». Айяка |
| 2005—2006 | - «Щасливого Різдва, містере Лоуренс». Рюіті Сакамото                                             | - «Мадам Баттерфляй». Джакомо Пуччіні - «My Funny Valentine». Річард Роджерс                                                               | - «Ac-Cent-Tchu-Ate the Positive». Арета Франклін |
| 2004—2005 | - «Gypsy Soul». Strunz & Farah                                                                    | - «Жар-птиця». Ігор Стравинський - «Guitar Concerto — For Two Christophers». Елмер Бернстайн                                               | - «Mickey». B*Witched |
| 2003—2004 | - «Grande Polonaise Brillante». Фредерік Шопен                                                    | - «Жар-птиця». Ігор Стравинський | - «Beat Out Dat Rhythm on a Drum». Жорж Бізе, Оскар Гаммерстайн ІІ |
| 2002—2003 | - «Asturias». Ісаак Альбеніс                                                                      | - «La Bayadère». Людвіг Мінкус | - «Claire de Lune». Клод Дебюссі |
| 2001—2002 | - «Csárdás». Вітторіо Монті                                                                       | - «Лебедине озеро». Петро Чайковський | |
| 2000—2001 | - «España cañí». Паскаль Маркін Нарро                                                             | - «Riverdance». Білл Вілан | |

## Спортивні досягнення

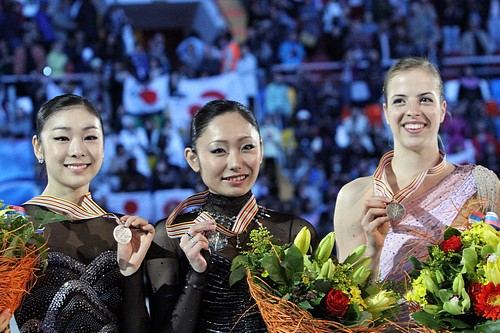
Призерки Чемпіонату світу 2011 (зліва направо): Йон А Кім (срібло), Мікі Андо (золото), Кароліна Костнер (бронза)

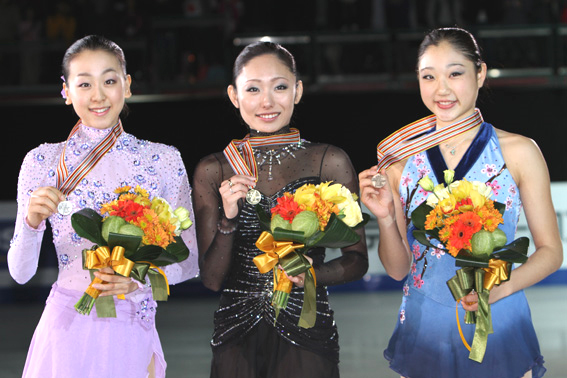
Призерки Чемпіонату чотирьох континентів 2011 (зліва направо): Мао Асада (срібло), Мікі Андо (золото), Мірай Наґасу (бронза)

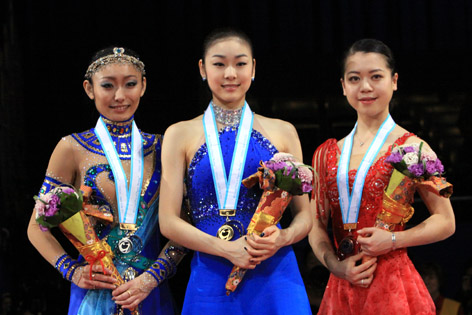
Призерки Фіналу Гран-прі 2009 (зліва направо): Мікі Андо (срібло), Йон А Кім (золото), Акіко Судзукі (бронза)

| Міжнародні серед дорослих                                                               | Міжнародні серед дорослих | Міжнародні серед дорослих | Міжнародні серед дорослих | Міжнародні серед дорослих | Міжнародні серед дорослих | Міжнародні серед дорослих | Міжнародні серед дорослих | Міжнародні серед дорослих | Міжнародні серед дорослих | Міжнародні серед дорослих | Міжнародні серед дорослих | Міжнародні серед дорослих | Міжнародні серед дорослих | Міжнародні серед дорослих | Міжнародні серед дорослих | Міжнародні серед дорослих |
| Змагання                                                                                | 98/99                     | 99/00                     | 00/01                     | 01/02                     | 02/03                     | 03/04                     | 04/05                     | 05/06                     | 06/07                     | 07/08                     | 08/09                     | 09/10                     | 10/11                     | 11/12                     | 12/13                     | 13/14                     |
| --------------------------------------------------------------------------------------- | ------------------------- | ------------------------- | ------------------------- | ------------------------- | ------------------------- | ------------------------- | ------------------------- | ------------------------- | ------------------------- | ------------------------- | ------------------------- | ------------------------- | ------------------------- | ------------------------- | ------------------------- | ------------------------- |
| Олімпійські ігри                                                                        |                           |                           |                           |                           |                           |                           |                           | 15                        |                           |                           |                           | 5                         |                           |                           |                           |                           |
| Чемпіонат світу                                                                         |                           |                           |                           |                           |                           | 4                         | 6                         |                           | 1                         | WD                        | 3                         | 4                         | 1                         |                           |                           |                           |
| Чемпіонат чотирьох континентів                                                          |                           |                           |                           |                           |                           |                           |                           |                           |                           | 3                         |                           |                           | 1                         |                           |                           |                           |
| Фінал Гран-прі                                                                          |                           |                           |                           |                           |                           |                           | 4                         | 4                         | 5                         |                           | 6                         | 2                         | 5                         |                           |                           |                           |
| Етап Гран-прі. Trophée Eric Bompard                                                     |                           |                           |                           |                           |                           |                           |                           |                           | 2                         |                           |                           |                           |                           |                           |                           |                           |
| Етап Гран-прі. Cup of China                                                             |                           |                           |                           |                           |                           |                           | 4                         |                           |                           |                           | 2                         |                           | 1                         |                           |                           |                           |
| Етап Гран-прі. Cup of Russia                                                            |                           |                           |                           |                           |                           |                           |                           | 2                         |                           |                           |                           | 1                         | 1                         |                           |                           |                           |
| Етап Гран-прі. NHK Trophy                                                               |                           |                           |                           |                           |                           |                           | 2                         | 4                         |                           | 4                         |                           | 1                         |                           |                           |                           |                           |
| Етап Гран-прі. Skate America                                                            |                           |                           |                           |                           |                           |                           | 3                         |                           | 1                         | 2                         | 3                         |                           |                           |                           |                           |                           |
| Golden Spin of Zagreb                                                                   |                           |                           |                           |                           |                           |                           |                           |                           |                           |                           |                           |                           |                           |                           |                           | 2                         |
| Ice Challenge                                                                           |                           |                           |                           |                           |                           |                           |                           |                           |                           |                           |                           |                           |                           |                           |                           | 2                         |
| Nebelhorn Trophy                                                                        |                           |                           |                           |                           |                           |                           |                           |                           |                           |                           |                           |                           |                           |                           |                           | 2                         |
| Міжнародні серед юніорів та новачків                                                    |                           |                           |                           |                           |                           |                           |                           |                           |                           |                           |                           |                           |                           |                           |                           |                           |
| Чемпіонат світу серед юніорів                                                           |                           |                           |                           | 3                         | 2                         | 1                         |                           |                           |                           |                           |                           |                           |                           |                           |                           |                           |
| Фінал Гран-прі серед юніорів                                                            |                           |                           |                           | 1                         | 3                         | 1                         |                           |                           |                           |                           |                           |                           |                           |                           |                           |                           |
| Етап Гран-прі серед юніорів. Канада                                                     |                           |                           |                           |                           | 1                         |                           |                           |                           |                           |                           |                           |                           |                           |                           |                           |                           |
| Етап Гран-прі серед юніорів. Китай                                                      |                           |                           |                           |                           | 1                         |                           |                           |                           |                           |                           |                           |                           |                           |                           |                           |                           |
| Етап Гран-прі серед юніорів. Чехія                                                      |                           |                           |                           | 1                         |                           |                           |                           |                           |                           |                           |                           |                           |                           |                           |                           |                           |
| Етап Гран-прі серед юніорів. Японія                                                     |                           |                           |                           |                           |                           | 1                         |                           |                           |                           |                           |                           |                           |                           |                           |                           |                           |
| Етап Гран-прі серед юніорів. Мексика                                                    |                           |                           |                           |                           |                           | 1                         |                           |                           |                           |                           |                           |                           |                           |                           |                           |                           |
| Етап Гран-прі серед юніорів. Швеція                                                     |                           |                           |                           | 1                         |                           |                           |                           |                           |                           |                           |                           |                           |                           |                           |                           |                           |
| Mladost Trophy                                                                          |                           | 1 Н                       | 1 Н                       |                           |                           |                           |                           |                           |                           |                           |                           |                           |                           |                           |                           |                           |
| Національні                                                                             |                           |                           |                           |                           |                           |                           |                           |                           |                           |                           |                           |                           |                           |                           |                           |                           |
| Чемпіонат Японії                                                                        |                           |                           |                           | 3                         | 5                         | 1                         | 1                         | 6                         | 2                         | 2                         | 3                         | 4                         | 1                         |                           |                           | 7                         |
| Чемпіонат Японії серед юніорів                                                          |                           | 7                         | 3                         | 1                         | 1                         | 1                         |                           |                           |                           |                           |                           |                           |                           |                           |                           |                           |
| Чемпіонат Японії серед новачків                                                         | 3                         | 1                         | 1                         |                           |                           |                           |                           |                           |                           |                           |                           |                           |                           |                           |                           |                           |
| Командні                                                                                |                           |                           |                           |                           |                           |                           |                           |                           |                           |                           |                           |                           |                           |                           |                           |                           |
| Командний Чемпіонат світу                                                               |                           |                           |                           |                           |                           |                           |                           |                           |                           |                           | 3 К 5 О                   |                           |                           |                           |                           |                           |
| Japan Open                                                                              |                           |                           |                           |                           |                           |                           |                           | 1 К 4 О                   | 1 К 1 О                   |                           |                           |                           | 1 К 2 О                   | 3 К 6 О                   |                           |                           |
| WD: Знялася Рівні — Н: Новачок; Ю: Юніор К: Командний результат; О: Особистий результат |                           |                           |                           |                           |                           |                           |                           |                           |                           |                           |                           |                           |                           |                           |                           |                           |

| Pro-am змагання    | Pro-am змагання | Pro-am змагання |
| Змагання           | 14/15           | 15/16           |
| ------------------ | --------------- | --------------- |
| Medal Winners Open | 3               | 3               |